# نهر بروكن (فيكتوريا)
يقع نهر بروكين، وهو نهر دائم الجريان داخلي صغير يتدفق من مستجمعات المياه في جولبرن، وهو جزء من حوض موراي-دارلينج، في مناطق جبال الألب وشمال/شمال وسط ولاية فيكتوريا الأسترالية. ترتفع منابع نهر بروكين في المنحدرات الغربية لجبال الألب الفيكتورية، بالقرب من بولد هيل وتنحدر لتتدفق إلى نهر جولبرن بالقرب من شيبارتون. يُحجز النهر بواسطة سد نيلاكوتي لإنشاء بحيرة نيلاكوتي وسد بينالا لإنشاء بحيرة بينالا.

## الموقع والميزات
يرتفع النهر أسفل بولد هيل على المنحدرات الغربية لجبال الألب الفيكتورية، داخل أراضي منتزه ماونت بافالو الوطني في مقاطعة مانسفيلد. يتدفق النهر بشكل عام غربًا، ثم شمالًا، ثم غربًا ويمر بجوار مدينتي بينالا شيبارتون وموروبنا، وينضم إليه عشرة روافد ثانوية، قبل أن يصل إلى نقطة التقائه بنهر جولبرن في منطقة شيبارتون. ينحدر النهر بمقدار 1,070 متر (3,510 قدم) على طول مجراه البالغ 225-كيلومتر (140 ميل).
عندما يكون نهر بروكين بأقصى سعته يكون أسرع نهر متدفق في أستراليا. 
عُرفت مدينة بينالا، الواقعة بجوار النهر، باسم نهر بروكين في خمسينيات القرن التاسع عشر. وهناك وقعت معركة نهر بروكين. 